# 라디콘돌리
라디콘돌리(이탈리아어: Radicondoli)는 이탈리아 토스카나주 시에나도에 있는 코무네다. 피렌체에서 남서쪽 60km, 시에나에서 남서쪽 25km 거리에 있다.